# فرودگاه تمیندونگ
فرودگاه تمیندونگ (به انگلیسی: Temindung Airport) یک فرودگاه است که در شهر ساماریندا کشور اندونزی قرار دارد.

## شرکت‌های هواپیمایی و مقصدهای پروازی

### مسافری
| شرکت‌های هواپیمایی | مقصدهای پروازی                                                     |
| ----------------- | ------------------------------------------------------------------ |
| اویاستار          | داتاداوای، لانگ آمپونگ                                             |
| Kalstar Aviation  | کالیماراو، سلطان آجی محمد سلیمان، نونوکان، تانجونگ هاراپان، یوواتا |
| سوسی ایر          | Malinau                                                            |